# Angel Maxine Opoku
Angel Maxine Opoku es una música ghanesa. Maxine es conocida como la primera música ghanesa abiertamente transgénero.

## Primeros años y educación
Maxine se crio en la ciudad costera de Tema, en un hogar "profundamente religioso y musical", que hizo que desde pequeña desarrollara el gusto por la música. Su madre era profetisa y su padre reverendo. Asistió a la Escuela Secundaria de Ghana en Koforidua y posteriormente a la Universidad de Ghana, en la que se graduó con un título en seguridad alimentaria y nutrición. Posteriormente asistió a la Universidad Marítima Regional de Acra.

## Carrera musical
Maxine comenzó su carrera musical en 2020 con su primer sencillo titulado Sweetness (D3d33d3).
Posteriormente lanzó Wo Fie, canción en la que aparecen Wanlov the Kubolor y Sister Deborah, a quienes describe como "hermanos, músicos, activistas y aliados de la comunidad LGBTQ+". Wo Fie, que significa "tu hogar", se convirtió en un éxito viral del Mes del Orgullo en 2022 y estuvo en el primer puesto en tendencias en la plataforma TikTok.
Lanzó la canción Kill The Bill en 2021 como respuesta al nuevo proyecto de ley anti-LGBT de Ghana.
Su último sencillo, titulado "PrEP", es una canción sobre un medicamento conocido como profilaxis preexposición para el VIH, utilizado para evitar el contagio del VIH. La canción fue lanzada el 30 de noviembre de 2022 para conmemorar el Día Mundial del SIDA y ayudar en la lucha para erradicar el VIH/sida.

## Activismo
Angel Maxine defiende abiertamente los derechos LGBT+ en Ghana y ha expresado su rechazo ante el proyecto de ley anti-LGBT ghanés que se encuentra ante el Parlamento de Ghana desde julio de 2022.

## Discografía

### Sencillos
| Año  | Título              | Artista                                                |
| ---- | ------------------- | ------------------------------------------------------ |
| 2020 | Sweetness (D3d33d3) | Angel Maxine                                           |
| 2021 | Wo Fie              | Angel Maxine, Wanlov the Kubolor y Sister Derby        |
| 2021 | Kill The Bill       | Angel Maxine junto a Wanlov the Kubolor y Sister Derby |
| 2022 | PrEP                | Angel Maxine                                           |